# Antonio Salieri
Antonio Salieri
 (Legnago, 18. kolovoza 1750. – Beč, 7. svibnja 1825.), talijanski skladatelj klasične, operne i sakralne glazbe te dirigent.
Većinu života proveo je služeći austrijsku carsku obitelj u Beču. Bio je vrlo talentiran glazbenik. 
Salieri je na temelju glasina bio optužen za ubojstvo Wolfganga Amadeusa Mozarta. Na tu temu je Aleksandar Puškin 1825. godine, ubrzo nakon Salierijeve smrti, napisao malu tragediju "Mozart i Salieri", koja se bavi grijehom zavisti.
 Taj mit je nadalje ukorijenjen kazališnom predstavom Petera Schaffera prema kojoj je snimljen film Miloša Formana Amadeus.
Bio je i sjajan učitelj i među njegovim učenicima bili su: Ludwig van Beethoven, Franz Schubert, Franz Liszt i mnogi drugi, a 
među njegovim najomiljenim učenicima bio je i sam Mozart.

## Glavna djela
Među njegovih 37 opera naročito se izdvajaju: Armida (1771.),Škola ljubomornih (1778.), Prepoznata Europa (3. srpnja 1778.) prvi put izvedena na otvaranju "Novoga kraljevskoga vojvodskoga kazališta" (današnje Scale) u Milanu, Tarare (1787.), Palmira, kraljica Perzijska (1795.), Falstaff (1799.) i mnogi drugi.